# NGC 4770
NGC 4770 é uma galáxia espiral (S0-a) localizada na direcção da constelação de Virgo. Possui uma declinação de -09° 32' 28" e uma ascensão recta de 12 horas, 53 minutos e 32,2 segundos.
A galáxia NGC 4770 foi descoberta em 25 de Março de 1786 por William Herschel.